# Halesowen
Halesowen est une ville des Midlands de l'Ouest, en Angleterre. Située dans le district métropolitain de Dudley, elle comptait 55 273 habitants au moment du recensement de 2001.
Halesowen est la ville natale du poète William Shenstone, où se trouve aussi sa propriété des Leasowes (en).

## Transport
Le transport dans la ville est supervisé par Transport for West Midlands, l'autorité des transports du comté. Halesowen n'est plus desservie par une gare. Elle est cependant desservie par un réseau de bus, et se trouve sur le couloir de bus Hagley Road de Birmingham à Stourbridge (route 9), le Merry Hill Shopping Center (route 002, 13, 17 et X10) et Dudley (route 14). La station de bus est située sur Queensway, à côté du supermarché Asda et Job Center Plus.
Les gares les plus proches de Halesowen sont Stourbridge Junction, Cradley Heath et Old Hill.